# Тирибаз
Тирибаз  (Tiribazos, др.-греч. Τιρίβαχος; V—IV века до н. э.) — персидский вельможа.

## Биография
Во время похода Кира Младшего Тирибаз был сатрапом в Западной Армении и советником Артаксеркса II. В 393 году до н. э. назначен сатрапом Ионии и главнокомандующим персидскими войсками в войне со спартанцами. Когда в 392 году до н. э. к нему в Сарды приехал Анталкид с предложением мира, Тирибаз, чувствовавший личную склонность к спартанцам, приостановил военные действия, но Артаксеркс был против мира, и Тирибаз был замещён Струфом.
Когда в 388 году до н. э. в Персии восторжествовала партия мира, Тирибаз снова был послан в Ионию и со стороны персов был главным деятелем при заключении Анталкидова мира. В 382 году до н. э. ему было поручено вести войну с царём кипрского Саламина Эвагором. Тирибаз повел дело очень успешно, но по интригам зятя Артаксеркса II, Оронта, командовавшего сухопутной армией, был обвинён в измене и отозван в Сузы, где сумел, однако, оправдаться.
Позднее участвовал в войне с кадусиями и спас при этом жизнь Артаксерксу II. Так как последний, несмотря на своё обещание, не выдал за него свою дочь Атоссу, то оскорблённый Тирибаз составил заговор вместе со старшим сыном царя Дарием. Заговор был раскрыт и Тирибаз казнён.